# Calcitriolo
Il calcitriolo (Denominazione comune internazionale) o 1,25-diidrossicolecalciferolo (abbreviato in 1,25-(OH)2D3 oppure in 1,25(OH)2D) è la forma attiva della vitamina D3 nell'organismo umano.
La funzione del calcitriolo è quella di favorire l'assorbimento del calcio e del fosfato dall'apparato gastrointestinale e dai reni inibendo, nel contempo, il rilascio di calcitonina.
La sintesi del 1,25 diidrossicolecalciferolo parte dal 7 deidrocolesterolo cutaneo trasformato, per azione dei raggi solari, in colecalciferolo, successivamente idrossilato in posizione 25 a livello epatico e in posizione 1 a livello renale. Nel rene è possibile l'idrossilazione in posizione 24 producendo una forma di ormone non attivo. 
Il calcitriolo è sintetizzato a livello renale dal calcidiolo (il 25-idrossicolecalciferolo) per azione dell'enzima (esattamente un citocromo P450) 25-idrossivitamin D3 1-alfa-idrossilasi.
La produzione di calcitriolo è stimolata dalla diminuzione dei livelli sierici di calcio e fosfato e dall'incremento del paratormone o dai livelli di prolattina.
Il calcitriolo viene comunemente utilizzato come terapia farmacologica in casi di ipocalcemia e osteoporosi.

## Secrezione e regolazione
Il principale punto regolativo è l'enzima 1-alfa-idrossilasi che attiva definitivamente la vitamina D3. Questo enzima e con esso l'intera via biosintetica è regolato:
- positivamente dal PTH, che aumenta l'attività dell'enzima
- negativamente dal calcitriolo e dai livelli plasmatici di calcio

Come gli altri ormoni liposolubili il calcitriolo non viene accumulato nelle cellule in vescicole secretorie, ma viene rilasciato in circolo via via che viene sintetizzato